# Angelos Charisteas
Angelos Charisteas (griechisch Άγγελος Χαριστέας [ˈaŋʝɛlɔs xaɾiˈstɛas]; * 9. Februar 1980 in Serres) ist ein ehemaliger griechischer Fußballspieler.

## Karriere
Angelos Charisteas startete seine Profikarriere als 17-Jähriger in seiner griechischen Heimat beim Erstligisten Aris Saloniki, wo der Stürmer bereits in seinem ersten Jahr neunmal zum Einsatz kam und zwei Treffer erzielte. Bis auf ein kurzes Zwischenspiel bei Athinaikos Athen blieb er Thessaloniki bis 2002 treu.

### Werder Bremen und Europameisterschaft 2004
Danach wechselte er in die deutsche Bundesliga zu Werder Bremen. Dort feierte er gleich einen erfolgreichen Einstand und erzielte als Stammspieler im Sturm neun Saisontore.
2004 war das erfolgreichste Jahr seiner Karriere. Mit Werder Bremen wurde er 2003/04 sowohl deutscher Meister als auch Pokalsieger (im Finale gegen Alemannia Aachen wurde er in der 88. Minute eingewechselt). Übertroffen wurde der Erfolg im Verein noch vom Gewinn der Europameisterschaft 2004 in Portugal mit der griechischen Nationalmannschaft, der er seit 2001 angehörte. Mit seinen drei EM-Treffern war er der erfolgreichste griechische Torschütze. Er traf in der Vorrunde gegen Spanien und erzielte im Viertelfinale das 1:0 (65.) gegen Frankreich. Aber vor allem mit dem 1:0-Siegtreffer im Finale, der auch von den Zuschauern der Sportschau zum Tor des Monats gewählt wurde, wurde er zum Nationalhelden in Griechenland. Dabei erhielt er auch seine Spitznamen Euro-Harry bzw. Europa-Harald.
Die darauffolgende Saison in Bremen verlief dagegen schlecht für ihn. Neuzugang Miroslav Klose bildete mit Ivan Klasnić ein kongeniales Sturmduo, so dass er plötzlich nur noch Stürmer Nummer drei war und deshalb zur Winterpause den Verein verließ.

### Niederlande
Ab 2005 (der zweiten Hälfte der Saison 2004/05) spielte er in der niederländischen Ehrendivision für Ajax Amsterdam. Die Ablösesumme betrug rund fünf Millionen Euro. Am Ende der Spielzeit befand sich Ajax auf Platz zwei. Im Juni stand Charisteas im griechischen Aufgebot des Konföderationen-Pokals 2005 in Deutschland. Er spielte in allen drei Vorrundenspielen über die volle Zeit, Griechenland überstand die Gruppenphase jedoch nicht. In der zweiten Saison erreichte Ajax nur Platz vier. Allerdings gewann Amsterdam in diesem Jahr die Playoffs um den Champions-League-Startplatz und den Niederländischen Pokal. Charisteas kam dort zwar regelmäßig zum Einsatz, war aber kein Stammspieler. Als der neue Ajax-Trainer 2006 erklärte, dass Charisteas auch in der Saison darauf nur Ersatzspieler sein würde, weil er nicht in das vorgesehene Spielsystem passe, verließ er den Verein kurz nach Saisonbeginn. Vor dem Wechsel hatte Amsterdam noch den Supercup 2006 gewonnen.
Charisteas wechselte zum größten Rivalen der Amsterdamer, zu Feyenoord Rotterdam. Trotz eines sportlich recht erfolgreichen Jahres mit neun Treffern in 28 Spielen stand er dabei immer im Schatten der Rivalität der beiden Clubs. Nach dem Wechsel erhielt er die Bezeichnung „Der gefallene Engel“ (wegen seines Vornamens Angelos). Er war aber auch der erste Ausländer, der in den Duellen Ajax – Feyenoord sowohl einmal für die Amsterdamer als auch einmal für die Rotterdamer getroffen hat. 2007 gelang Feyenoord die Verpflichtung des niederländischen Stürmerstars Roy Makaay und Angelos Charisteas nahm das zum Anlass, wieder zurück in die Bundesliga zu wechseln.

### Nürnberg

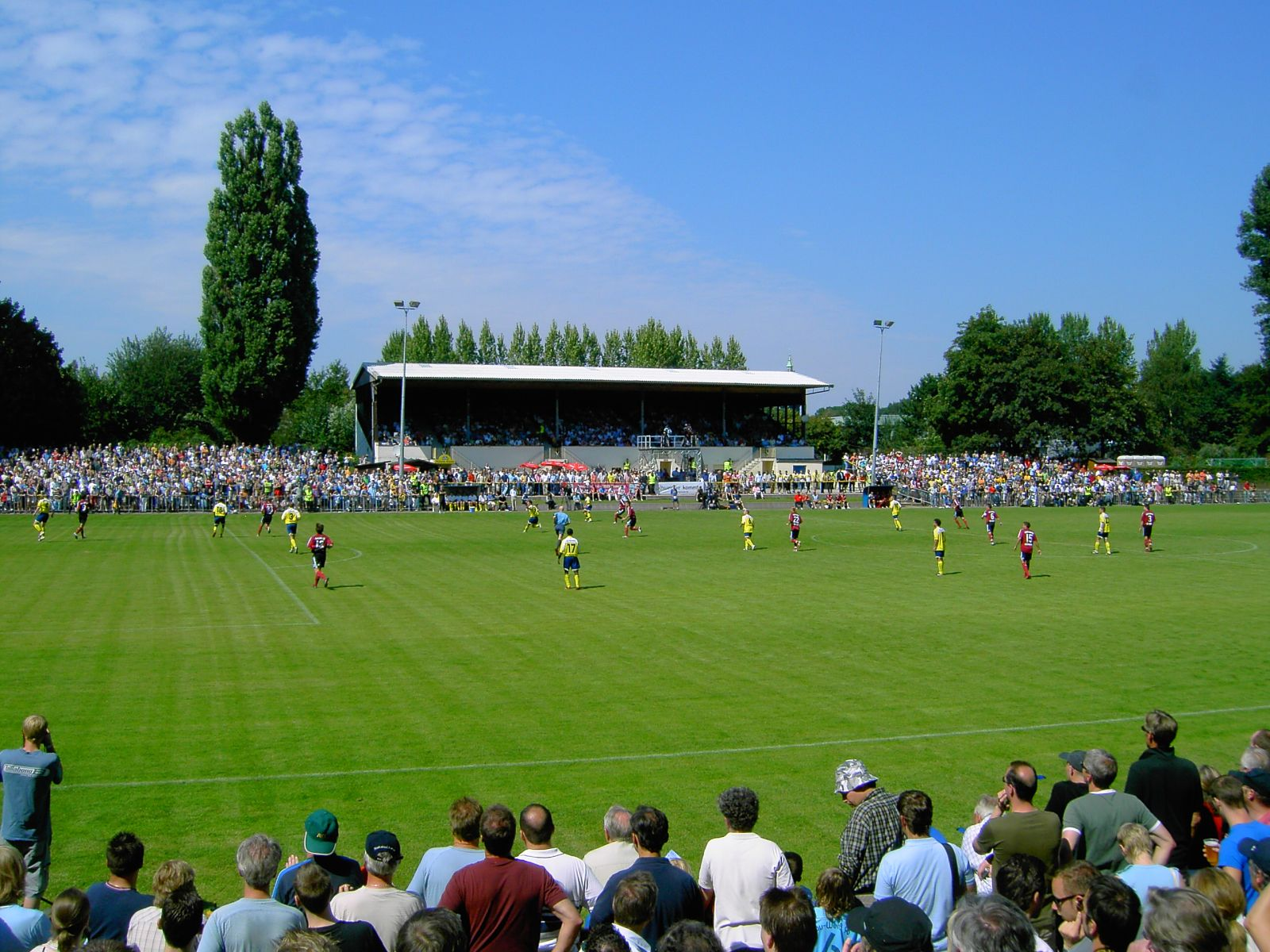
Charisteas’ zweites Pflichtspiel für Nürnberg (DFB-Pokal)

Zur Saison 2007/08 schloss sich Charisteas dem amtierenden DFB-Pokalsieger 1. FC Nürnberg an, wo er den zum TSV 1860 München abgewanderten Markus Schroth ersetzen sollte. Er unterschrieb einen Vierjahresvertrag bis 2011 und war mit rund 2,5 Millionen Euro Ablösesumme der teuerste Einkauf des 1. FC Nürnberg in der Vereinsgeschichte. Er bekam die Rückennummer 9.
Sein erster Einsatz war ein Testspiel gegen den FSV Erlangen-Bruck am 11. Juli 2007; nach 18 Minuten traf der Grieche zum 1:0. Sein erstes Pflichtspiel war eine Heimniederlage im DFL-Ligapokal 2007 gegen Schalke 04. In seinem zweiten Pflichtspiel am 5. August 2007 in der 1. Runde des DFB-Pokals 2007/08 erzielte er zwei Treffer gegen den fünftklassigen Verein SC Victoria Hamburg. In der Liga lief es jedoch weniger erfolgreich: In der Hinrunde hatte er mit Verletzungen zu kämpfen, so dass er nur sieben Mal durchspielte. Nach seinem ersten Saisontor am 10. Spieltag brachte er es bis zur Winterpause immerhin noch auf vier Treffer. Allerdings köpfte er am 11. Spieltag auch ein Eigentor. Da sich der Club zur Saisonhälfte mitten im Abstiegskampf wiederfand, beschloss man die Verpflichtung von Jan Koller. Dadurch kam es zu Umstellungen im Angriff und nach der Rückkehr des lange verletzten Róbert Vittek spielte Charisteas nur selten über die volle Zeit. Dafür machte er seinem Spitznamen Euro-Harry alle Ehre: In sechs UEFA-Cup-Einsätzen für Nürnberg erzielte er drei Tore. Mit insgesamt sechs Liga-Treffern bei vierundzwanzig Einsätzen war er am Ende der Saison 2007/08 zweitbester Torschütze des Vereins, der danach in die 2. Bundesliga abstieg.
Nach der Abstiegssaison stand Charisteas wieder im griechischen Kader der Europameisterschaft und spielte in allen Spielen über die volle Zeit. Für den Titelverteidiger stand jedoch bereits nach den ersten beiden Spielen das Aus in der Vorrunde fest. In der letzten Partie gegen Spanien, welche wie alle Spiele verloren wurde, schoss Charisteas das einzige griechische Tor der Euro 2008.
Im Abstiegsfall galt er eigentlich als einer der sichersten Abgänge; tatsächlich war er aber der einzige Stürmer, der beim Verein blieb. So kam er am dritten Spieltag der Saison 2008/09 zu seinem ersten von insgesamt vierzehn Zweitligaeinsätzen und wurde dort zum Man of the match gewählt. Im nächsten Spiel schoss er sein erstes Zweitligator. Nachdem es aber bei diesem einen Treffer geblieben und die Hinrunde für den Verein nicht wie erwünscht verlaufen war, wurde zur Winterpause erneut über einen Wechsel spekuliert. Am ersten Rückrundenspieltag stand Charisteas noch für die Franken auf dem Platz. Er zeigte dort gute Leistungen und galt gar als ‚aktuell formstärkster Stürmer‘. Dann wurde er aber vor Ablauf der Wechselfrist doch noch bis zum Saisonende an Bayer 04 Leverkusen ausgeliehen.
Ein Teil der Fans hatte Charisteas bereits früh als Fehlgriff angesehen. Als teuerster Einkauf war er ein dankbares Ziel für Vorwürfe bezüglich der ausbleibenden Erfolge; besonders häufig wurde ihm dabei eine zu schlechte Chancenverwertung zugesprochen.

### Ausleihe nach Leverkusen
Die Ausleihe durch Bayer 04 Leverkusen erfolgte am 2. Februar 2009. Grund für Leverkusen war der Abgang des ebenfalls griechischen Stürmers Theofanis Gekas. Vorgesehen war Charisteas in erster Linie als Ergänzungsspieler, da die beiden Stammstürmer Stefan Kießling und Patrick Helmes eine sehr erfolgreiche Hinrunde gespielt hatten. Im ersten Spiel nach der Leihe wurde Charisteas mit der Rückennummer 29 in der 66. Minute für Tranquillo Barnetta eingewechselt und erzielte in der 92. Minute ein Tor. Sieger war allerdings der Gegner VfB Stuttgart. Es war zudem das erste Bundesligaspiel, das Leverkusen wegen des Umbaus des eigenen Stadions in der Düsseldorfer LTU arena austrug und dadurch mit rund 35.000 Zuschauern das bis dato bestbesuchte Leverkusener Bundesliga-Heimspiel der Geschichte. Als Leverkusen am 4. März im Viertelfinale des DFB-Pokals 2008/09 gegen Bayern gewann, wurde Charisteas in der 89. Minute eingewechselt und bereitete das 4:2 durch Kießling vor. Im Pokalhalbfinale am 21. März 2009 gegen Mainz 05 schoss Charisteas den Führungstreffer und bereitete in der Verlängerung den 4:1-Endstand durch Michal Kadlec vor. In der Bundesliga kam er auf insgesamt 13 Einsätze, stets als Einwechselspieler in der zweiten Halbzeit, davon zehnmal erst nach der 75. Minute. Auch im Pokalfinale wurde Charisteas in der 85. Minute eingewechselt. Leverkusen unterlag dort jedoch Charisteas’ früherem Verein, dem SV Werder Bremen.

### Rückkehr nach Nürnberg
Nach der Saison verließ Charisteas die Werkself und kehrte zum inzwischen wieder erstklassigen 1. FC Nürnberg zurück. Er war bereits zum Trainingsbeginn anwesend und wurde eine Woche vor Saisonstart in der ersten Runde des DFB-Pokals 2009/10 eingewechselt. Auch am ersten Spieltag der Saison 2009/10 wurde er eingewechselt. Dort war er schließlich am ersten Nürnberger Saisontreffer beteiligt: Marek Mintál konnte einen parierten Torschuss Charisteas’ abstauben. Das Spiel ging jedoch 1:2 gegen Schalke 04 verloren. Auch am zweiten Spieltag gab er als Joker eine Torvorlage, sodass er in der folgenden Partie durchspielen durfte. Am vierten Spieltag wurde er aus- und am fünften eingewechselt. Dann warf ihn eine Verletzung zurück und er kam erst in den letzten drei Hinrundenspielen wieder zu Einwechselungen. So kam er in seinen insgesamt acht Einsätzen vor der Winterpause auf 305 Spielminuten. Die Rückrunde begann er unter dem neuen Trainer Dieter Hecking als Stammspieler und spielte die ersten fünf Partien durch, ehe er am 23. Spieltag zur Halbzeit für Eric Maxim Choupo-Moting ausgewechselt wurde, an welchen er daraufhin den Stammplatz verlor. Am 26. Spieltag wurde er gegen Hertha BSC für Choupo-Moting eingewechselt und wurde in der Nachspielzeit mit seinem einzigen Saisontor zum Matchwinner. Dennoch kam er danach nur noch zu vier späten Einwechselungen, zuletzt am 31. Spieltag. Auch an der erfolgreichen Relegation war der Grieche nicht beteiligt. Schlussendlich kam er in der Spielzeit auf nur 877 Spielminuten in 19 Einsätzen; mit seinen vier Torvorlagen war es allerdings in dieser Hinsicht seine erfolgreichste Bundesligasaison.
Bei der Fußball-Weltmeisterschaft 2010 gehörte Charisteas wieder zum griechischen Kader. Im ersten Spiel seiner Mannschaft in Gruppe B gegen Südkorea stand er in der Startelf und übernahm nach der Auswechselung von Giorgos Karagounis ab der 46. Minute sogar die Kapitänsbinde. Doch bereits in der 61. Minute musste er für Pantelis Kapetanos den Platz verlassen. In den beiden folgenden Spielen kam Charisteas nicht mehr zum Einsatz, danach war Griechenland ausgeschieden.

### AC Arles-Avignon
Vor der Bundesligasaison 2010/11 wurde mehrfach berichtet, dass der Grieche in den Planungen des 1. FC Nürnberg keine Rolle mehr spielte und ein Vereinswechsel angestrebt wurde. Am 16. August 2010 wurde Charisteas’ Wechsel nach Frankreich zum AC Arles-Avignon bekanntgegeben. Dort kam er insgesamt nur sechs Mal zum Einsatz und konnte kein Tor erzielen. Am 27. November 2010 einigte sich Charisteas mit Arles-Avignon auf eine sofortige Vertragsauflösung. Der Verein war zu diesem Zeitpunkt Tabellenletzter der Ligue 1 2010/11 mit nur einem Sieg aus vierzehn Spielen. Im Januar 2011 hielt sich der vereinslose Spieler einige Tage als „Trainingsgast“ beim Bundesligisten FC Schalke 04 fit.

### FC Schalke 04
Am 31. Januar 2011 unterschrieb Charisteas beim FC Schalke 04 einen Vertrag bis zum Ende der Saison 2010/11. Gleich im ersten Ligaspiel für seinen neuen Arbeitgeber erzielte er mit dem ersten Ballkontakt 52 Sekunden nach seiner Einwechslung den 2:1-Siegtreffer gegen Eintracht Frankfurt. In der Liga kam er auf noch drei weitere Einsätze, ebenso wie auf eine Einwechslung in der Champions League beim Heimsieg über Inter Mailand am 13. April. Am Ende der Saison gewann Charisteas mit Schalke den DFB-Pokal, jedoch ohne einmal eingesetzt worden zu sein.

### Panetolikos Agrinio
Zur Saison 2011/12 kehrte Charisteas nach Griechenland zurück, da sein Vertrag beim FC Schalke 04 nicht verlängert wurde. Dort schloss er sich dem Aufsteiger Panetolikos Agrinio an.
Am 11. Oktober 2011 wurde er erstmals seit der WM wieder für ein Länderspiel berufen. Im letzten Spiel der Qualifikation zur Europameisterschaft glich er in der 85. Minute gegen Georgien aus. in der Nachspielzeit folgte der Siegtreffer durch Gekas, wodurch sich Griechenland direkt qualifizierte. Im November 2011 kam Charisteas noch in zwei Freundschaftsspielen gegen Russland und Rumänien zum Einsatz, für die EM 2012 wurde er aber nicht nominiert.
In seinem ersten Jahr bei Panetolikos Agrinio erzielte Charisteas vier Tore in 24 Einsätzen. Der Verein stieg als Tabellenvorletzter in die zweite Liga ab.

### Al-Nassr FC
Nach über einem halben Jahr Vereinslosigkeit unterschrieb Charisteas im Februar 2013 einen Vertrag beim al-Nassr FC in Saudi-Arabien. Nach sechs Spielen und einem Tor verließ er im Juli desselben Jahres den Verein und beendete seine aktive Karriere.

## Erfolge

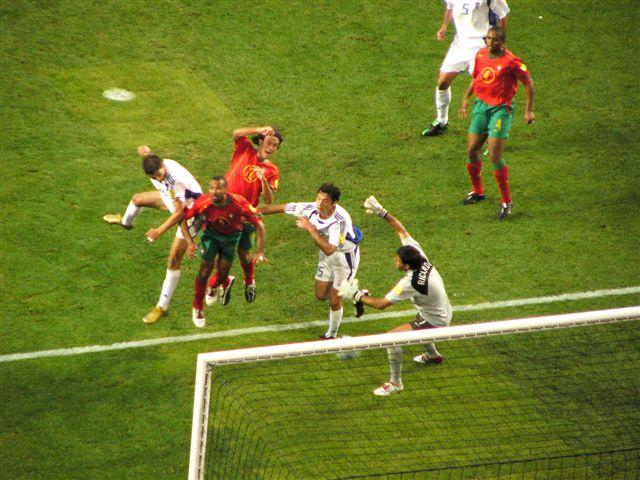
Charisteas köpft den Siegtreffer im Finale der Euro 2004

- Europameister 2004 mit der griechischen Nationalmannschaft
  - Aufnahme in das UEFA-All-Star-Team der Euro 2004
- Deutscher Meister 2004 mit Werder Bremen
- Deutscher Pokalsieger 2004 mit Werder Bremen
- Niederländischer Pokalsieger 2006 mit Ajax Amsterdam
- Johan-Cruyff-Schaal 2006 mit Ajax Amsterdam
- DFB-Pokalfinalist 2008/09 mit Bayer 04 Leverkusen
- Bundesliga-Aufstieg 2008/09 mit dem 1. FC Nürnberg (in der zweiten Saisonhälfte jedoch verliehen)
- Deutscher Pokalsieger 2011 mit FC Schalke 04 (ohne Einsatz)
- Bremer Sportler des Jahres: 2004

## Privates
Angelos’ jüngerer Bruder Dimos Charisteas ist ebenfalls Fußballspieler. Er war u. a. für Kickers Offenbach aktiv.